# Félix Juven
Jean Alexandre Félix Juven, né le 2 octobre 1862 dans le 10e arrondissement de Paris, ville où il est mort le 26 juin 1947 dans le 17e arrondissement, est un éditeur français de revues humoristiques illustrées et un patron de presse, fondateur de la Société d’édition et de publications (SEP). 

## Parcours
Félix Juven forme la société « F. Juven et Cie » qui prend comme adresse de siège parisien le 10 rue Saint-Joseph. 
C'est là qu'il publie la revue La Lecture illustrée de 1887 à 1901 et le Magazine littéraire : romans, contes, nouvelles, un bimensuel puis un hebdomadaire à partir de 1897. Il reprend aussi la Revue universelle des inventions nouvelles de Henri Farjas à compter de 1893, qui deviendra deux ans plus tard La Vie scientifique.
Ami de certains dessinateurs dont Benjamin Rabier, Charles Léandre, Georges Delaw, il fonde en 1894 Le Rire, un journal humoristique paraissant le samedi, puis, en 1906 Fantasio, magazine gai, satirique et humoristique, lancé le 1er août 1906 et arrêté en 1925. En mai 1907, en association avec la Société des dessinateurs humoristiques, il lance le premier Salon des humoristes sous le patronage de son journal Le Rire.
En 1898, il rachète L'Univers illustré à Calmann Lévy et le fusionne avec son journal tout nouvellement créé et qui reproduit des photographies, La Vie illustrée, avant de l'arrêter en 1911. Il lance alors Le Miroir en s'associant aux patrons du quotidien Le Petit Parisien, qui en font le supplément dominical. Il s'associe également avec la Maison Quantin, éditant des suppléments de la revue illustrée Le Monde moderne, avant de la reprendre en 1905.
Les éditions Juven publient à partir de 1905 des bandes dessinées et des livres illustrés souvent choisis comme livre de prix pour les écoles laïques. 
Parmi les auteurs diffusés figurent : Gyp, Gustave Geffroy, Sir Arthur Conan Doyle (traduit par Géo Adam), Jules Depaquit, Alphonse Allais, Gaston de Pawlowski (qui collabore aussi au Rire), Willy, Tristan Bernard, etc.
Avant la Première Guerre mondiale, Juven revend peu à peu une partie de son fonds : en 1912, Flammarion rachète sa collection de romans à 95 centimes, puis l'année suivante, Hatier se porte acquéreur du fonds de la librairie classique et les éditions Mignot du fonds de librairie générale composé de romans vendus 3,50 francs. 
Tout en conservant ses hebdomadaires, il participe au financement du film La Femme de nulle part de Louis Delluc en 1921.
Juven possédait une librairie à Paris située au 122 rue Réaumur et une autre au 13 rue de l'Odéon.

## Extrait du catalogue
Dans son catalogue, on compte plusieurs collections de petits livres à bas prix : « Les beaux romans », « Petite collection du rire », etc.
- Arthur Conan Doyle, Les Aventures De Sherlock Holmes en plusieurs volumes dans la collection « Bibliothèque illustrée » :
  - Les Exploits Du Colonel Gérard, 1905 - illustrations William Barnes Wollen et traduit par Géo Adam
  - Les Réfugiés, 1907 - traduit par Géo Adam
  - Mémoires d'un médecin - traduit par François de Gail
  - Le drapeau vert, 1907 - traduit par Henry Evie
  - La Compagnie Blanche : I. Les Moines Guerriers, II. Les Épées Glorieuses, 1907-1908
- Collection « Peintres d'aujourd'hui », 1910 - dirigée par Jean Valmy-Baysse
- Gaston Leroux, Les Héros de Chemulpo - illustré d'après les aquarelles de Ar. Johanson
- Gaston de Pawlowski (ill. Gustave Jacquet), On se moque de nous, Paris, Félix Juven, coll. « Petite collection du Rire », 1898, 124 p., epub (OCLC 84860772, BNF 31070233, lire en ligne)
- Collection « L'Esprit français » : monographie mensuelle illustrée de nouvelles d'un écrivain humoriste, à partir de mars 1911, pour 95 centimes le volume.